# Nufărul roșu
Nufărul roșu este un film românesc din 1955 regizat de Gheorghe Tobias și Savel Stiopul (ultimul s-a retras). Rolurile principale au fost interpretate de actorii Costache Antoniu și Marietta Sadova. Este primul film color românesc după 148 de producții alb-negru. Toma Caragiu a debutat ca actor de film în această producție.

## Prezentare
Povestea filmului are loc în Lunca Dunării. Mai mulți elevi, mobilizați de exemplul unei pioniere, își însușesc și impun celor nedisciplinați o conduită școlărească și socială exemplară.

## Distribuție
- Costache Antoniu
- Toma Caragiu
- Nucu Păunescu
- Marietta Sadova
- Pip Tintea ca Tanasica
- Aurelia Sorescu

## Producție
La 16 martie 1955 a început producția filmului. Filmările exterioare au avut loc în Herăstrău, la Mogoșoaia, Balotești, iar cele interioare în studiourile de la Floreasca. 
Din cei 2.271 de metri ai peliculei, 1.831 s-au păstrat la Arhiva Națională de Filme.